# Zanthoxylum dumosum
Zanthoxylum dumosum är en vinruteväxtart som beskrevs av Achille Richard. Zanthoxylum dumosum ingår i släktet Zanthoxylum och familjen vinruteväxter. Inga underarter finns listade i Catalogue of Life.